# Aceh Jaya
Aceh Jaya is een regentschap in de provincie Atjeh op Sumatra, Indonesië. Het regentschap heeft 80.836 inwoners (2014) en heeft een oppervlakte van 3.812 km². De hoofdstad van Aceh Jaya is Calang.
Het regentschap is onderverdeeld in 6 onderdistricten (kecamatan):
1. Teunom
2. Panga
3. Krueng Sabee
4. Setia Bakti
5. Sampoiniet
6. Jaya

## Onderliggende bestuurslagen
| - Alue Abet - Alue Ambang - Alue Gajah - Alue Gro - Alue Jang - Alue Krueng - Alue Meuraksa - Alue Mie - Alue Pande - Alue Punti - Alue Raya - Alue Rayeuk - Alue Teungoh - Alue Tho - Arongan - Babah Ceupan - Babah Dua (Jaya) - Babah Dua (Sampoiniet) - Babah Ie - Babah Krueng - Babah Nipah - Bahagia - Bak Paoh - Batee Meutudong - Batee-Roo - Bintah - Blang Baro - Blang Luah - Blang Monlung - Buket Kemuneng - Buntha - Ceunamprong - Ceuraceu - Cot Dulang - Cot Langsat - Cot Pange - Cot Punti - Cot Trap - Crak Mong - Curek - Darat - Datar Luas - Dayah Baro - Gampong Baro (Jaya) - Gampong Baro (Setia Bakti) - Gampong Baro (Teunom) - Gampong Baro L - Gampong Baro P - Gampong Baroh - Gampong Harapan - Gle Jong - Gle Putoh - Gle Subak - Gleputoh - Gunong Buloh | - Gunong Mantok - Gunong Meulinteung - Gunong Meunasah - Gunung Cut - Ie Jeureungeh - Jambo Masi - Jangeut - Jeumpheuk - Kabong - Kampung Blang - Kareng Ateuh - Keude Krueng Sabee - Keude Panga - Keude Teunom - Keude Unga - Keutapang - Krueng Beukah - Krueng No - Krueng Tho - Krueng Tunong - Kuala - Kuala Bakong - Kuala Ligan - Kubu - Kuta Tuha - Ladang Baro - Lam Durian - Lam Teungoh - Lamasan - Lambaroh - Lamme - Lamtui - Leupe - Lhok Bot - Lhok Buya - Lhok Geulumpang - Lhok Guci - Lhok Kruet - Lhok Timon - Lhuet - Ligan - Lueng Gayo - Mareu - Masen - Mataie - Meudang Ghon - Meudheun - Meunasah Kulam - Meunasah Rayeuk - Meunasah Tutong - Meunasah Weh - Meutara - Mukhan - Nusa - Padang | - Padang Datar - Padang Kleng - Pajar - Panggong - Pante Keutapang - Pante Kuyun - Panton - Panton Kabu - Panton Krueng (Panga) - Panton Krueng (Sampoiniet) - Panton Makmur (Jaya) - Panton Makmur (Krueng Sabee) - Pasar Lamno - Pasi Geulima - Pasi Pawang - Pasi Teubee - Pasi Timon - Pasi Tulak Bala - Paya Baro - Paya Laut - Paya Santeut - Paya Seumantok - Pulo Raya - Pulo Tinggi - Putue - Ranto Panyang - Ranto Sabon - Reuntang - Rumpet (Jaya) - Sabet - Sapek - Sarah Raya - Sawang - Sayeung - Sentosa - Seumantok - Seumira - Seuneubok Padang - Seureuba - Tanoh Anou - Tanoh Manyang - Teumareum - Teupin Ara - Teupin Asan - Tim Pleung - Tuwi Kareung - Tuwi Kareung I - Tuwi Kayee - Tuwi Perya - Ujong Muloh - Ujong Rimba - Ujong Sudeun |

Stadsgemeenten: Banda Atjeh · Langsa · Lhokseumawe · Sabang · Subulussalam

Regentschappen: West-Atjeh · Zuidwest-Atjeh · Aceh Besar · Aceh Jaya · Zuid-Atjeh · Aceh Singkil · Aceh Tamiang · Aceh Tengah · Aceh Tenggara · Aceh Timur · Noord-Atjeh · Bener Meriah · Bireuen · Gayo Lues · Nayan Raya · Pidie · Pidie Jaya · Simeulue